# Psathyropus sordidata
Psathyropus sordidata is een hooiwagen uit de familie Sclerosomatidae.